# BDŽ-Baureihe 04
Die BDŽ-Baureihe 04 ist eine Diesellokomotive mit hydrodynamischer Kraftübertragung der bulgarischen Staatsbahn Balgarski Darschawni Schelesnizi (BDŽ), die auf die ÖBB 2020 von Simmering-Graz-Pauker zurückgeht. Von der Maschine wurden bis 1965 50 Lokomotiven geliefert, die bis nach 2010 in Betrieb standen. Zwei Lokomotiven der Reihe sind erhalten geblieben.

## Allgemeines
An der 1960 gebauten ÖBB 2020 zeigten die bulgarischen Eisenbahnen BDŽ für den Betrieb auf ihren nicht elektrifizierten Strecken Interesse, um die Dampflokomotiven zu ersetzen, und so wurden 1961 vorläufig zwölf Lokomotiven bestellt. Diese Lokomotiven trugen die Bezeichnung Dc H1. Die Lokomotiven konnten bei Probefahrten überzeugen, und so wurde der Auftrag auf 30 Lokomotiven erhöht. Bis Ende 1965 wurden dann insgesamt 50 Lokomotiven der Serie hergestellt. Mit dem Projekt über die Lokomotiven ging ein Entwurf für die Rhodopenbahn über eine Lokomotive auf Basis der ÖBB 2095 mit 1.100 PS Leistung her, der allerdings nicht umgesetzt wurde.
Die Lokomotiven der Reihe 04 versahen über Jahrzehnte den Dienst auf den nicht elektrifizierten Stecken der BDŽ. Eingesetzt waren sie hauptsächlich um Sofia. Ein besonderes Einsatzgebiet ergab sich auf der Strumatalbahn. Nach 2010 wurden die Lokomotiven durch die Lokomotiven der Reihe 07 ersetzt, vor allem deshalb, weil die Lokomotiven nur eine Dampfheizung besaßen. 2011 waren noch zwei Lokomotiven erhalten, die nicht mehr betriebsfähig waren. Die Meinungen gehen auseinander, welche Lokomotiven als Museumslokomotive erhalten sind; einmal wird die 04 012 genannt, eine andere Quelle nennt die 04 04 als Museumslokomotive.

## Technische Beschreibung

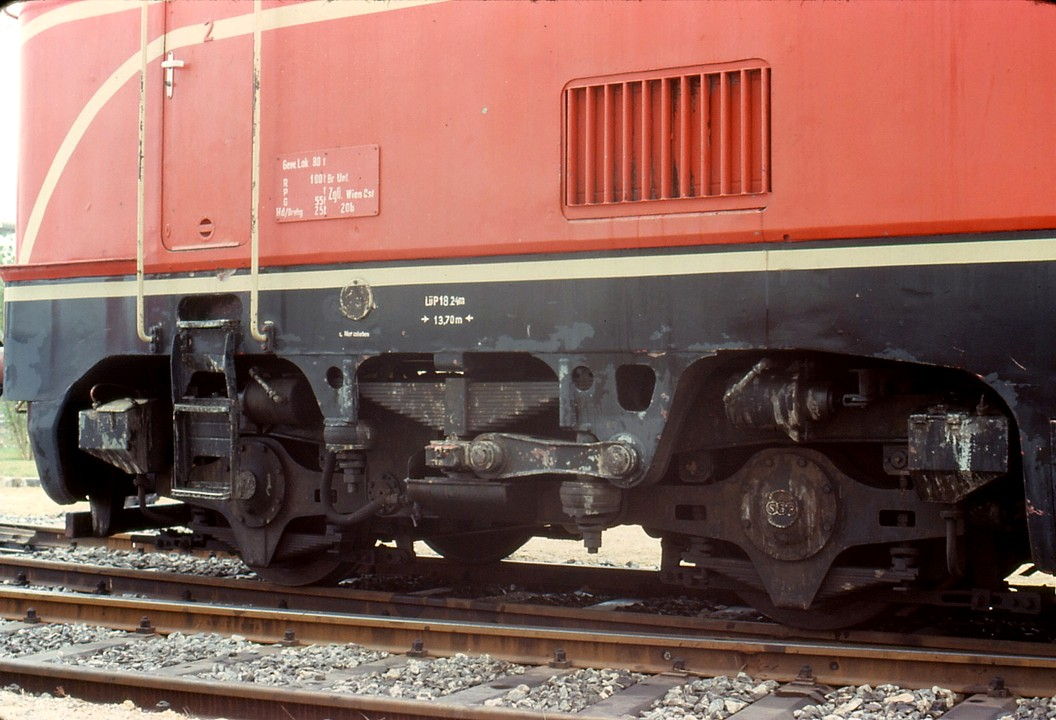
Detailansicht des Fahrgestells

Auf dem geschweißten Brückenrahmen der Lokomotive sind die Aufbauten aufgesetzt, die in Skelettbauweise hergestellt wurden. Zwischen den Endführerständen befindet sich der Maschinenraum der Lokomotive, in dem die beiden symmetrisch angeordneten Maschinenanlagen untergebracht sind. Zwischen beiden Maschinenanlagen befindet sich in der Mitte des Maschinenraumes der Heizkessel. Gegenüber der Baumusterlokomotive haben die bulgarischen Serienlokomotiven nur wenig Änderungen erfahren, einige Lüfter in den geraden Seitenwänden hat man bei den Serienlokomotiven eingespart, einzig die Farbgebung wurde anders, grauer Lokrahmen, weinroter Lokrahmen-Unterteil und weißer Oberteil, ausgeführt.
An den Stirnseiten des Rahmens sind die regulären Zug- und Stoßeinrichtungen untergebracht. Über eine Wiege mit Blattfedern  stützen sich Lokrahmen und Aufbauten auf den Gleitstücken der geschweißten Drehgestelle ab. Die Drehgestellanlenkung wird über Drehzapfen realisiert. Diese sind im Drehgestell elastisch gelagert sowie tief eingebaut und übertragen die Zug- und Bremskräfte auf den Lokrahmen. Ebenfalls für die Zugkraftübertragung sind elastische Lenker, die auf die Wiegebalken wirken, vorgesehen. Die Drehgestelle sind einfacher Bauart, die rollengelagerten Radsätze werden über gummigelagerte Lenker geführt. Abgefedert werden die Radsätze durch Blattfedern unterhalb der Radlager. Zur Abbremsung der Radsätze wird eine Klotzbremse mit Kunststoff-Bremssohlen verwendet, jeder Radsatz wird von einem Bremszylinder gesteuert. Die Handbremse der Lokomotive wirkt nur auf das jeweils darunter liegende Drehgestell.
Jede Maschinenanlage der Lokomotive besteht aus dem 12-Zylinder-Viertakt-Dieselmotor T 12b der SGP und dem Strömungsgetriebe L 28 von Voith. Der Dieselmotor erzielte seine Leistung mit Motoraufladung. Er trieb über eine elastische Kupplung das mit zwei Wandlern ausgerüstete Strömungsgetriebe an. Selbstverständlich geschah die Umschaltung automatisch in Abhängigkeit von Motordrehzahl und Fahrgeschwindigkeit. Am Strömungsgetriebe ist noch das Wendegetriebe angeflanscht, es trieb jeweils die Außenradsätze der Drehgestelle an, von hier wurden über Durchtrieb die Innenradsätze angetrieben.
Das Bordnetz der Lokomotive wurde von einer Lichtmaschine oder der Batterie gespeist. Die über den Strömungsgetrieben in der unteren Hälfte der geraden Seitenwand platzierten Lüfter wurden von einem hydrostatisch angetriebenen Lüfter gekühlt. Das Zu- und Abschalten der Lüfter sowie die Steuerung der Jalousien für die Lüfter geschah in Abhängigkeit von der Kühlwassertemperatur. Für die Zugheizung diente ein ölgefeuerter Heizkessel der Bauart Clayton. Er besaß eine Dampfleistung von 750 kg/h. Zwei hydrostatisch angetriebene Luftverdichter mit einer Leistung von je 2.000 l/min erzeugten die benötigte Druckluft. Die Steuerung der Lokomotive war elektropneumatisch in 15 Fahrstufen ausgelegt. Im Fahrerhaus befinden sich die Bedienpulte jeweils auf der rechten Seite des Führerstandes. Als Lokführerüberwachung diente eine BBC-Wegsicherheitsfahrschaltung, kombiniert mit Sifa-Relais für Zeitimpulse.